# Virgen del Mar Cautiva
La  Virgen del Mar Cautiva es una advocación mariana y debido a su historia misteriosa en el mar, es hoy patrona de  Santo Tomás ciudad situada en la Provincia filipina de La Unión.
Su fiesta se celebra todos los años el día 26 de abril y 19 de Julio.

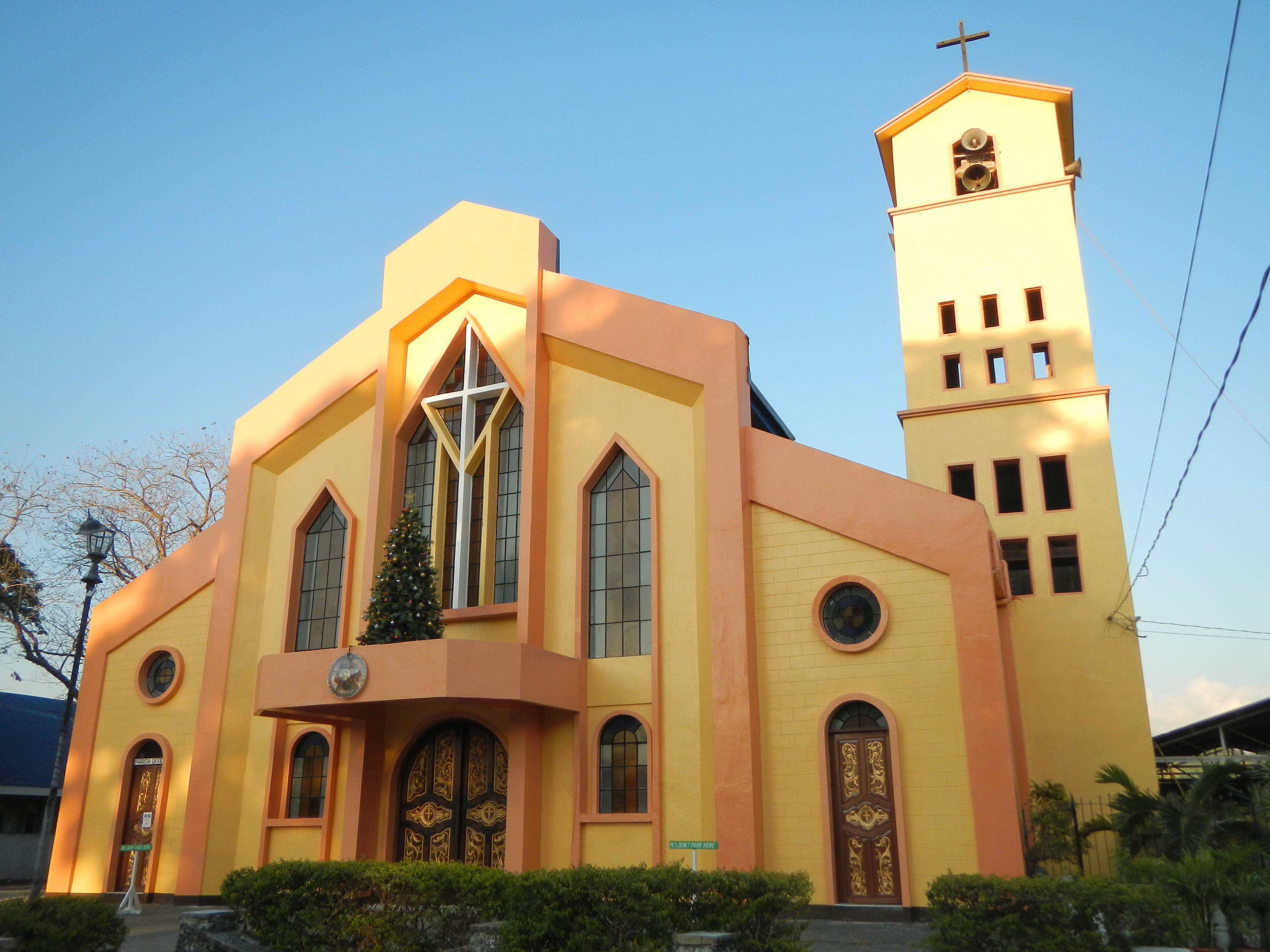
Iglesia de los Santos Ángeles Custodios

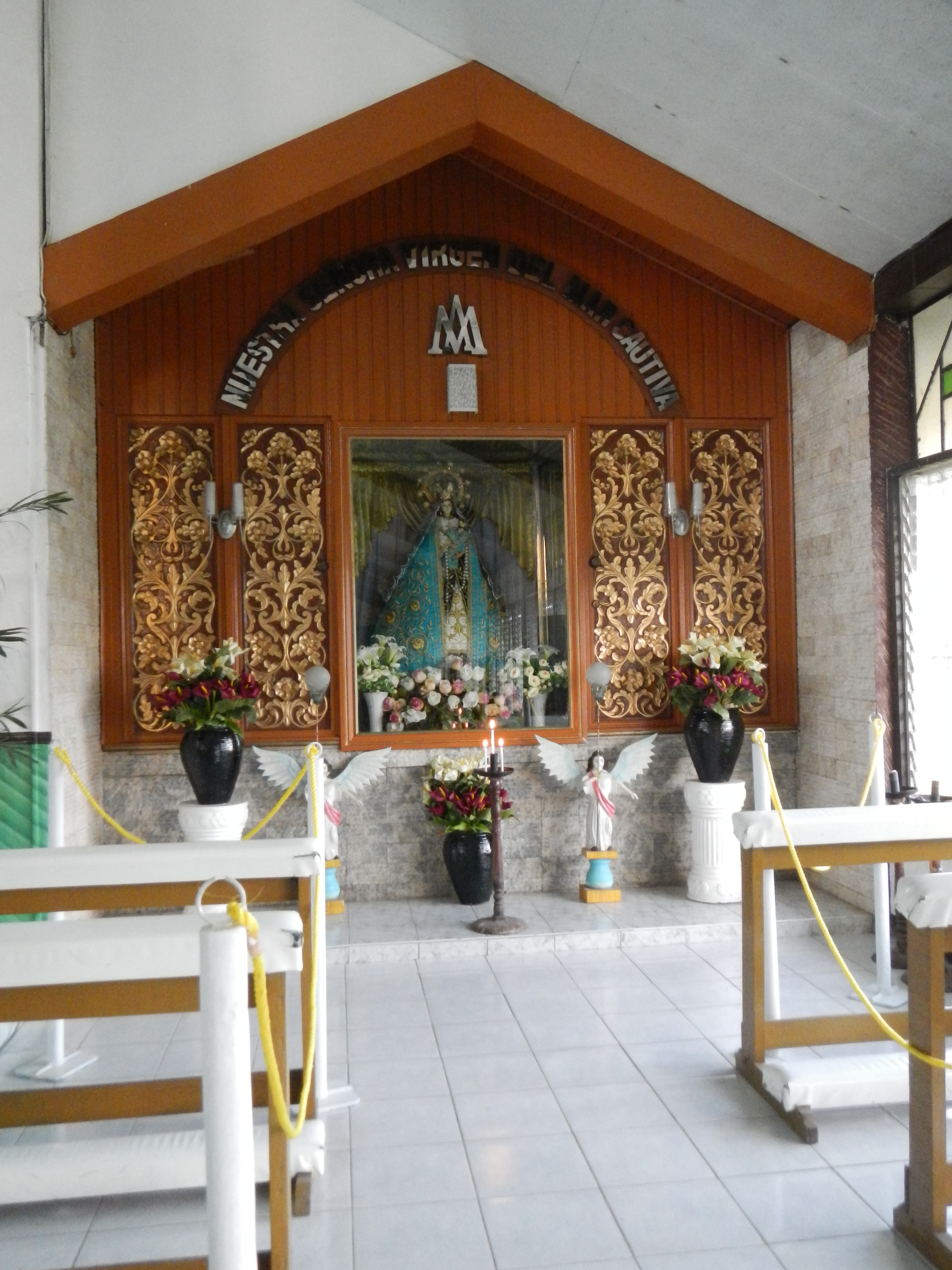
Altar de la Virgen del Mar Cautiva

Los indígenas son profundamente religiosos, como lo demuestra su devoción a la Señora Virgen del Mar Cautiva. 
Su imagen se venera en la iglesia parroquial católica bajo la advocación de los Santos Ángeles Custodios.

## Historia
En 1845 el párroco Santiago Romero propagó la devoción a la Santísima Virgen María bajo la advocación de Virgen del Rosario.
Este sacerdote católico encarga a unos escultores de Manila tres tallas para instalar durante la consagración de la iglesia parroquial: una para la Virgen María, otra para San Miguel Arcángel, y una tercera para los Santos Ángeles Custodios.
En el mes de julio de ese año, una vez concluido el trabajo,  fueron las tallas embaladas en tres cajas, siendo enviado a Santo Tomás en el velero  Matutina, atravesando el Mar de China Meridional.
Al llegara a la altura de  Bolinao aparecen piratas moros de Joló quienes abordaron a la Matutina.
Los tripulantes del velero lucharon valientemente, mientras rezaba a la Virgen María en busca de ayuda y protección, y aunque superados en número y heridos, ninguno de ellos perecieron en el combate.
Los piratas tomaron todas sus pertenencias, incluyendo las cajas que contienen las estatuas, que fueron arrojadas al mar, tras burlarse de las estatuas y cortar el antebrazo izquierdo de la estatua de la Virgen.
Dos de las cajas se hundieron,  mientras que el que contenía la estatua de la Virgen pudo alcanzar las costas de Bolinao, donde aparece la caja abierta con la imagen mariana, increíblemente seca. El cura párroco de Bolinao reconoce la dirección del envío, escribiendo al padre Santiago quien pidió que la santa imagen se enviará a Santo Tomas.

### Entronización

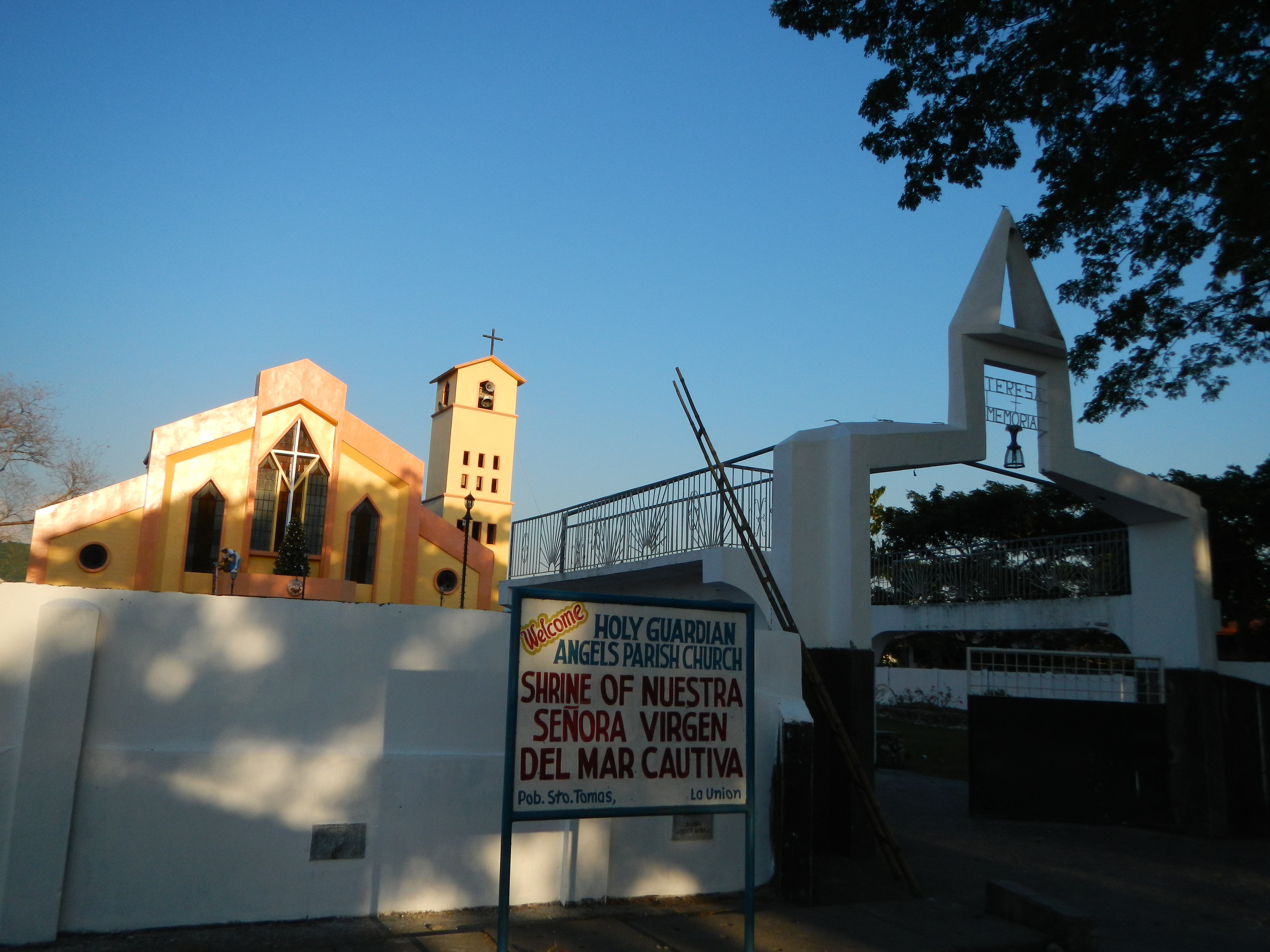
Entorno de la iglesia donde se venera su imagen.

El 19 de julio de 1845, la santa imagen fue llevada en  procesión a la iglesia parroquial católica de Santo Tomás para su culto. Desde entonces, numerosos milagros, conversiones y curaciones, incluyendo el parto seguro y fácil, le fueron atribuidos.
El fraile agustino Lorenzo Rodríguez había reemplazado el brazo perdido por otro de oro, pero cayó al tercer día, siendo reemplazado por otro de marfil, sucediendo lo mismo.
Entonces los devotos ataron el brazo de marfil con cuerdas para evitar su caída, manteniéndose de ese modo hasta ahora. Tal vez ella quería una marca permanente de lo que había sufrido en manos de los piratas, recordando así la manera en que la imagen llegó a Santo Tomás.